# Веселка (Житомирський район)
Весе́лка (до 1961 року — Вищикуси) — село в Україні, у Любарській селищній територіальній громаді Житомирського району Житомирської області. Кількість населення становить 231 особу (2001). У 1923—54 та 1972—2010 роках — адміністративний центр колишньої однойменної сільської ради.

## Загальна інформація
Село розташоване за 14 км на північний схід від Любара та за 15 км від залізничної станції Разіне. Поблизу села проходить автошлях Житомир — Любар.

## Населення
У середині 19 століття проживало 380 мешканців, дворів — 49. За довідником 1885 року в селі мешкало 378 осіб, налічувалося 47 дворових господарства. Наприкінці 19 століття чисельність населення становила 524 особи, дворів — 87.
Відповідно до результатів перепису населення Російської імперії 1897 року, загальна кількість мешканців села становила 624 особи, з них: православних — 547, чоловіків — 317, жінок — 307.
У 1906 році чисельність населення становила 537 осіб, дворів — 87, у 1923 році — 725 осіб, дворів — 172.
Відповідно до перепису населення СРСР 17 грудня 1926 року, чисельність населення становила 757 особи, з них 379 чоловіків та 378 жінок; етнічний склад: українців — 753, росіян — 4. Кількість домогосподарств — 176, з них несільського типу — 7.
На початок 1970-х років село мало 97 дворів із населенням 374 особи.
Відповідно до результатів перепису населення СРСР, кількість населення, станом на 12 січня 1989 року, становила 248 осіб. Станом на 5 грудня 2001 року, відповідно до перепису населення України, кількість мешканців села становила 231 особу.

### Мова
Розподіл населення за рідною мовою за даними перепису 2001 року:
| Мова            | Кількість | Відсоток |
| --------------- | --------- | -------- |
| українська      | 224       | 96.97%   |
| російська       | 5         | 2.17%    |
| румунська       | 1         | 0.43%    |
| інші/не вказали | 1         | 0.43%    |
| Усього          | 231       | 100%     |

## Історія
Час заснування — невідомий. Вперше згадане 1437 року. Згадується в акті від 15 жовтня 1585 року як власність Зузанни Острозької, дружини волинського воєводи Януша Костянтина Острозького, подарована їй свекром, київським воєводою князем Костянтином Острозьким. Згодом належало Будзинським, Ласоцьким. У 1753 році останній острозький ординат князь Януш Сангушко, роздаючи власність Острозької ординації, подарував село, разом з іншими навколишніми селами, богуславському старості князеві Любомирському.
У другій половині 19 століття — село Вищикуси Красносільської волості Житомирського повіту Волинської губернії. Власність Якова Стецького. Дерев'яну цвинтарну церкву з такою ж дзвіницею збудовано близько 1805 року; приписана до парафії у с. Великий Браталів, за 3 версти. При церкві було 38 десятин землі. Дворів 49, парафіян 380. Католицька парафія — у Любарі, в селі — католицька каплиця.
За довідником 1885 року — колишнє власницьке село Красносільської волості Житомирського повіту Волинської губернії. Були церковна парафія, водяний млин.
Наприкінці 19 століття — село Житомирського повіту Волинської губернії, за 75 верст від Житомира.
У 1906 році — село Красносільської волості (3-го стану) Житомирського повіту Волинської губернії. Відстань до губернського та повітового центру, м. Житомир, становила 75 верст, до волосного центру, с. Красносілка — 8 верст. Найближче поштово-телеграфне відділення розміщувалося у Чуднові-Волинському.
В березні 1921 року село, в складі волості, увійшло до новоутвореного Полонського повіту Волинської губернії. У 1923 році включене до складу новоствореної Вищикусівської сільської ради, яка, 7 березня 1923 року, увійшла до складу новоутвореного Любарського району Житомирської округи; адміністративний центр ради. Розміщувалося за 12 верст від районного центру, містечка Любар. 17 червня 1925 року Любарський район передано до складу Бердичівської округи. Відстань до районного центру, міст. Любар — 12 верст, до окружного центру в Бердичеві — 45 верст, до найближчої залізничної станції Романів — 12 верст.
На фронтах Другої світової війни воювали 42 селян, з них 23 загинуло, 34 — нагороджені орденами та медалями. У 1950 році на їх честь встановлено два обеліски слави.
В радянські часи у селі розміщувалася центральна садиба колгоспу, який обробляв 3 162 га угідь, з них 2 396 га ріллі, 514 га сіножатей. Господарство вирощувало зернові й технічні культури, мало розвинуте тваринництво.
В селі були початкова школа, клуб, бібліотека, медпункт, магазин.
11 серпня 1954 року, відповідно до указу Президії Верховної Ради Української РСР «Про укрупнення сільських рад по Житомирській області», Вищикусівську сільську раду ліквідовано, с. Вищикуси підпорядковане Великобраталівській сільській раді Любарського району. 27 лютого 1961 року, відповідно до рішення Житомирського облвиконкому № 152 «Про проведення змін в адміністративно-територіальному поділі районів області», село Вищикуси перейменоване на Веселку. З 30 грудня 1962 року до 4 січня 1965 року село, разом із сільською радою, перебувало в складі Дзержинського району Житомирської області. 10 травня 1972 року, відповідно до рішення Житомирського облвиконкому № 194 «Про ліквідацію, утворення, окремих сільрад та зміни в адміністративному підпорядкуванні деяких населених пунктів Любарського і Малинського районів», у селі створено Веселківську сільську раду Любарського району. 18 березня 2010 року, відповідно до рішення Житомирської обласної ради, адміністративний центр Веселківської сільської ради перенесено до с. Филинці без зміни назви ради.
10 березня 2017 року увійшло до складу новоствореної Любарської селищної територіальної громади Любарського району Житомирської області. Від 19 липня 2020 року, разом з громадою, в складі новоствореного Житомирського району Житомирської області.